# کنراد هل ودینگتون
کنراد هل ودینگتون (انگلیسی: Conrad Hal Waddington؛ ۸ نوامبر ۱۹۰۵ – ۲۶ سپتامبر ۱۹۷۵) یک دانشمند در زمینه زیست‌شناسی تکوینی، ژنتیک، و دیرینه‌شناسی اهل بریتانیا بود.